# Mahmoud Wagdi
Mahmoud Wagdi (en arabe : محمود وجدي) (né le 23 mars 1948 à el-Beheira) fut ministre de l'Intérieur égyptien en 2011.

## Biographie

### Carrière dans lapolice égyptienne
Mahmoud Wagdi commence sa carrière comme sous-officier de police jusqu'à sa promotion dans le Département des enquêtes criminelles du Caire. Wagdi finit des études de droit spécialisées pour la police en 1968. Il entre au commissariat d'Héliopolis puis devient enquêteur en chef dans le quartier d'El-Zaitoun, chef adjoint de la police à Héliopolis, et enfin enquêteur en chef du secteur Est du Caire. De 1992 à 1999 il a été directeur de la police du Caire.
Au sein du ministère de l'Intérieur égyptien, il obtient la direction générale de la police à Kaliobia, Kafr el-Cheik et El-Menya. Il a également été directeur de l'administration pénitentiaire.

### Carrière au ministère de l'Intérieur
Dans les années 2000, il devient vice-ministre de l'Intérieur, notamment sous les ordres du ministre de l'Intérieur Habib el-Adli.
La Révolution égyptienne de 2011 force Moubarak à nommer un nouveau gouvernement sous la direction d'Ahmed Chafik. Le ministre de l'Intérieur Habib el-Adli, considéré par la population comme le "ministre de la Torture", responsable de l'Attentat du 1er janvier 2011 à Alexandrie et responsable des effusions de violence dans la répression des manifestations de février 2011, est alors remplacé par Mahmoud Wagdi, au moment du remaniement ministériel du 31 janvier 2011 destiné à apaiser les manifestants de la place Tahrir.
Sa mission est difficile : la police égyptienne est discréditée pour sa répression lors du règne de Moubarak et celle des manifestations de 2011 ; malgré les appels à la conciliation de l'armée et le port d'un nouveau logo "La police au service du peuple", elle continue de provoquer l'hostilité de la population ; elle réapparaît aux carrefours pour assurer la circulation mais reste absente dans de nombreuses localités ; le Conseil suprême des forces armées a pris en charge les questions de sécurité intérieure et ne laisse au gouvernement Chafik que la gestion des affaires courantes. Enfin Mahmoud Wagdi est un des derniers membres du gouvernement issu du système Moubarak et les protestations populaires le poussent à partir.